# Hospital dia
O Hospital de Dia (português europeu) ou Hospital-Dia (português brasileiro) ou "Serviço de Internação Parcial" é uma estrutura organizacional de uma instituição de saúde com um espaço físico próprio onde se concentram meios técnicos e humanos qualificados, que fornecem cuidados de saúde de modo programado a doentes em ambulatório, em alternativa à hospitalização clássica, por um período normalmente não superior a 12 horas, não requerendo assim estadia durante a noite.

Trata-se de uma modalidade de atendimento médico inicialmente pensada para redução de custos das pequenas cirurgias (cirurgias eletivas) com internamento e simultâneo benefício na redução de riscos para o paciente das infecções hospitalares. 
Os hospitais dia também se destinam ao atendimento de pacientes psiquiátricos que estão sendo reintegrados ao convívio social, sendo que o atendimento é intensivo, ou seja o paciente frequenta a unidade hospitalar diariamente durante o período diurno, passando o restante do dia com a família e a comunidade onde reside. Em termos previdenciários designa o hospital ou parte dele que oferece serviços terapêuticos, que os pacientes geralmente frequentam todos os dias, mas vão para casa ou para uma ala hospitalar na noite. 
No Brasil a proposição de hospital-dia para saúde mental existe  desde a década de 60 mas somente a partir de  1992 que passaram a figurar oficialmente entre as possibilidades de atendimento.  Sua utilização nessa área justifica-se como (1) alternativos à hospitalização psiquiátrica; (2) continuidade à internação fechada; (3) extensão ao tratamento ambulatorial; e (4) reabilitação e apoio a crônicos. 
Em Portugal, os hospitais de dia mais comuns sãos os de oncologia, hematologia, ginecologia e os chamados polivalentes. 

## Ver mais
- Hospital
- Cirurgia
- Hospital psiquiátrico
- Logística na saúde